# Danijela Pal Bučan
Danijela Pal Bučan je hrvatska akademska slikarica. 

## Životopis
Rođena je 1970. godine u Zrenjaninu. Vrlo brzo preselila je u Daruvar u kojem je živjela sve do završetka srednje ekonomske škole. Studirala je u Zagrebu na Građevinskom fakultetu. Diplomirala je 1995. Na Akademiji likovnih umjetnosti u Zagrebu studirala je u klasi prof. Igora Rončevića. Diplomirala je 2003. godine. Djeluje u Zagrebu.

## Izložbe
Izlagala je na samostalnim i skupnim izložbama: galeriji Matice hrvatske 2004., galerija CEKAO 2005., galerija Kristofora Stankovića u Zagrebu 2006., galerija MORH-a 2008.,  galerija Porezne uprave Zagreb 2009.,  galeriji Filakovac 2010., Narodnom sveučilištu Dubrava 2010.
Sudionica je međunarodnog bijenala slikara i kipara Mediteran 2010.